# چهار قل
چهار قُل یا چارقُل اصطلاحی است که به چهار سورهٔ قرآن که با عبارت عربی «قُل» آغاز شده‌اند، اشاره می‌کند. این چهار سوره عبارتند از کافرون، توحید، فلق و ناس. در آثار اسلامی، خواندن چهار قل برای اموری همچون درمان دردها و بیماری‌ها، حل مشکلات و دوری از وسوسهٔ شیطان توصیه شده‌است.

## مدخل
چهار قل اصلاحی است که به با فعل امر قل آغاز می شوند که عبارتند از کافرون‌: «قل‌ یا ایهاالکافرون‌»، اخلاص‌: «قل‌ هو اللّه‌ احد»، فلق‌: «قل‌ اعوذ برب‌الفلق‌» و ناس‌: «قل‌ اعوذ برب‌الناس‌». در قرآن سوره جن نیز با قل آغاز می شود ولی جزو چهار قل نیست. به این چهار سوره همچنین سورقل، قلاقل و ذات القلاقل نیز میگویند.

## خواص
در حدیثی نبوی مشهور به حدیث ذات القلاقل که مجلسی و قطب راوندی آن را ذکر کرده اند آمده که چهار قل برای تعویذ و در امان ماندن خود و فرزند و مال از آسیب مفید است. خواندن این چهار سوره از قدیم برای تعویذ در مناسبت های مختلف مرسوم بوده است. در برخی احادیث آمده خواندن سوره های اخلاص، فلق و ناس به همراه سوره حمد یا آیت الکرسی و این چهار سوره همراه با سوره نصر برای حرز و ذکر و تعویذ مفید است.
محمد تقی بهجت برای بطلان سحر و دفع چشم زخم توصیه کرده بودند که چهار قل را به‌خصوص در وقت خواب بخوانید و تکرار کنید.